# ハンナ・スホツカ
ハンナ・スホツカ（Hanna Stanisława Suchocka, 1946年4月3日 プレシェフ - ）は、ポーランドの政治家、法学者。ポーランド人民共和国セイム（下院）議員を務めたのち、1992年から1993年までポーランド共和国首相。その後ブゼク政権で法相。バチカンとマルタ騎士団へのポーランド共和国全権大使。

## 経歴
1968年にポズナンのアダム・ミツキェヴィチ大学（ポズナン大学）法学部を卒業。同大学で法学博士号を取得後、ルブリンのカトリック大学やポーランド法学アカデミーで教授を務める。
1968年より民主党に所属し、1980年から1985年までセイム（下院）議員を務める。共産主義時代のポーランドでは共産主義政党で与党の統一労働者党とは異なり、政治的権利は限定されていたものの民主党は共産主義時代のポーランドに存在した複数政党制の議会内で野党の一部を形成し、独立自主管理労働組合「連帯」への政府当局による活動禁止措置に対して、国会議員として立法府の内部から強く反対する立場をとって活動した。
学術活動に専念した後1989年にセイムに復帰し、民主党や独立自主管理労働組合「連帯」などが集まって形成した野党である連帯市民委員会の議員として活動。ポーランドの民主化がなされた後は民主連合に所属してセイムの憲法委員会で活動、その後民主連合が自由民主会議と合併して自由連合となるとこの自由連合に所属してセイム議員としての活動を継続。2001年の選挙では出馬しなかった。
1992年7月10日、ポーランド首相に就任し、中道と右派の政党からなる連立政権を発足させた。ポーランド初の女性首相。この政権は国内のドイツ系少数民族からも全面的な支持を獲得した。一貫してキリスト教民主主義のうちのリベラル派のスタンスを取った。女性首相でありながら女性の権利拡大については穏健な立場を貫き、権利拡大を推進するも一方でポーランドの社会的現状に鑑みて拙速であると思われる改革は避けた。1993年10月に内閣総辞職。
1997年にはイェジ・ブゼク内閣において法相。2000年の内閣総辞職に伴い、法務相としても辞職。2001年、ローマ教皇庁とマルタ騎士団へのポーランド共和国全権大使（兼任）に就任し現在に至る。また、ビル・クリントン、ミハイル・ゴルバチョフ、ジョン・メージャー、ヘルムート・コールなど世界各国の過去の主だった首脳およそ50人と各界の指導者たちで構成される、世界に民主主義を広めるための非政府組織クラブ・オブ・マドリッドの会員。
| 公職                                   | 公職                                                  | 公職                         |
| -------------------------------------- | ----------------------------------------------------- | ---------------------------- |
| 先代 レシェク・クビツキ                | ポーランド共和国法務大臣 第8代：1997年 - 2000年       | 次代 イェジ・ブゼク （代行） |
| 先代 ヴァルデマル・パヴラク            | ポーランド共和国首相 第三共和政第5代：1992年 - 1993年 | 次代 ヴァルデマル・パヴラク  |
| 外交職                                 |                                                       |                              |
| 先代 ステファン・フランキェヴィチ (en) | 在マルタ騎士団特命全権大使 2002年 -                   | 次代 （現職）                |
| 先代 ステファン・フランキェヴィチ (en) | 在バチカン市国特命全権大使 2001年 -                   | 次代 （現職）                |